# Bulbul d'Angola
El bulbul d'Angola (Phyllastrephus albigularis viridiceps; syn: Phyllastrephus viridiceps) és un tàxon d'ocell de la família dels picnonòtids (Pycnonotidae). És endèmic d'Angola. Els seus hàbitats principals són els boscos tropicals i subtropicals de frondoses secs, els boscos tropicals i subtropicals de frondoses humits de les terres baixes i de l'estatge montà. El seu estat de conservació es considera gairebé amenaçat.

## Taxonomia
Segons la llista mundial d'ocells del Congrés Ornitològic Internacional (versió 13.2, juliol 2023) aquest tàxon seria una subespècie del bulbul gorjablanc. Tanmateix, altres obres taxonòmiques, com el Handook of the Birds of the World i la quarta versió de la BirdLife International Checklist of the birds of the world (Desembre 2019), consideren que tindria la categoria d'espècie.